# Galeria Fotografii pf
Galeria Fotografii pf – galeria sztuki działająca od 1993 roku w Zamku Cesarskim w Dzielnicy Cesarskiej w Poznaniu. 

## Charakterystyka
Powstała z inicjatywy fotografa Janusza Nowackiego. Prezentuje fotografię współczesną, jak też organizuje wystawy poświęcone historii fotografii. Jest współorganizatorem Biennale Fotografii w Poznaniu.
Początkowo w obszarze zainteresowań galerii była współczesna fotografia światowa, głównie z Europy Środkowej. Od 2004 roku rozszerzyła swój program o wystawy twórców z tzw. szkoły helsińskiej, wystawy historyczne, m.in. fotografii XIX-wiecznej, monograficzne wystawy poświęcone nestorom poznańskiego środowiska fotograficznego oraz projekty tematyczne. Od roku 2010 Galeria działa w systemie kuratorskim – na drodze konkursu zapraszani są kuratorzy, którzy mają możliwość realizacji autorskich programów. Funkcję managera Galerii objęła historyk sztuki, Dominika Karalus. Pierwszym kuratorem w ramach nowej formuły został historyk sztuki, krytyk Witold Kanicki.
Przez 17 lat działalności Galerii zorganizowanych zostało ponad 200 wystaw.